# کپلر-۴۴۳بی
کپلر-۴۴۳بی (به انگلیسی:Kepler-443b) یک سیاره فراخورشیدی است. که حدود ۲۵۴۰ سال نوری از زمین فاصله دارد.۸۹,۹ درصد احتمال دارد سیاره در کمربند حیات باشد‌.و ۴,۹درصد احتمال دارد  سیاره زمین‌سان باشد.این سیاره به احتمال زیاد یک دنیای اقیانوسی یا یک مینی‌نپتون است.